# Chatham Square
Chatham Square est un carrefour important de Chinatown à Manhattan.

## Situation et accès
Ce carrefour est situé au croisement de sept rues ou avenues de New York : Bowery, East Broadway, St. James Place, Mott Street, Oliver Street, Worth Street et Park Row.

## Origine du nom
Chatham Square doit son nom à William Pitt l'Ancien, 1er compte de Chatham, ministre de la Guerre de Grande-Bretagne pendant la guerre de Sept Ans.

## Historique
Jusqu'aux environs de 1820, la place servait de marché en plein air pour les marchandises et le bétail, principalement des chevaux. 
Vers le milieu du XIXe siècle, elle s'est transformée en un lieu regroupant salons de tatouage, asiles de nuit, refuges et pensions bon marché (flophouse (en)) et saloons, rappelant une partie délabrée de l'ancien quartier de Five Points. Au 20e siècle, après la Grande Dépression et la Prohibition, la zone a été réhabilitée.

## Bâtiments remarquables et lieux de mémoire
En passant par Chatham Square, il est possible de voir 2 statues : la statue de Lin Zexu et l'Arche de Kim Lau qui a été édifiée en mémoire des soldats Sino-Américains morts pendant la Seconde Guerre Mondiale.

Chatham Square en 1905.